# Liste der Monuments historiques in Novy-Chevrières
Die Liste der Monuments historiques in Novy-Chevrières führt die Monuments historiques in der französischen Gemeinde Novy-Chevrières auf.

## Liste der Immobilien
| Bezeichnung                 | Beschreibung                                     | Standort               | Kennzeichnung | Schutzstatus | Datum | Bild           |
| --------------------------- | ------------------------------------------------ | ---------------------- | ------------- | ------------ | ----- | -------------- |
| Kirche St-Pierre-du-Prieuré | ehemalige Klosterkirche, 17. und 18. Jahrhundert | Rue de l’Église (Lage) | PA00078479    | Classé       | 1912  | weitere Bilder |

## Liste der Objekte
| Bezeichnung                                           | Beschreibung                                                                                             | Standort                                  | Kennzeichnung | Schutzstatus   | Datum     | Bild |
| ----------------------------------------------------- | --- | ----------------------------------------- | ------------- | -------------- | --------- | ---- |
| Beichtstuhl                                           | Holz, 18. Jahrhundert                                                                                    | in der Kirche St-Pierre-du-Prieuré (Lage) | PM08000385    | Classé         | 1977      |      |
| Kanzel                                                | Eichenholz, Mitte des 18. Jahrhunderts                                                                   | in der Kirche St-Pierre-du-Prieuré (Lage) | PM08001045    | Inscrit        | 1977      |      |
| Orgel                                                 | Ensemble aus PM08000376 und PM08000700                                                                   | in der Kirche St-Pierre-du-Prieuré (Lage) | PM08000699    | Classé Inscrit | 1911 1980 |      |
| Orgelprospekt                                         | 1735 gebaut; möglicherweise aus dem Benediktinerkloster von Saint-Varmes                                 | in der Kirche St-Pierre-du-Prieuré (Lage) | PM08000376    | Classé         | 1911      |      |
| Instrumentalteil der Orgel                            | 1728 von François Boudos gebaut; demontiert; möglicherweise aus dem Benediktinerkloster von Saint-Varmes | in der Kirche St-Pierre-du-Prieuré (Lage) | PM08000700    | Inscrit        | 1980      |      |
| Skulptur Petrus (1)                                   | Holz, farbig gefasst und vergoldet, 18. Jahrhundert                                                      | in der Kirche St-Pierre-du-Prieuré (Lage) | PM08000388    | Classé         | 1977      |      |
| Skulptur Petrus (2)                                   | Kalkstein, erste Hälfte des 18. Jahrhunderts                                                             | in der Kirche St-Pierre-du-Prieuré (Lage) | PM08000962    | Inscrit        | 1976      |      |
| Grabstein für Pierre Moreau und Marguerite Thomas     | Marmor, bezeichnet 1698 und 1711                                                                         | in der Kirche St-Pierre-du-Prieuré (Lage) | PM08000967    | Inscrit        | 1976      |      |
| Grabstein für die Brüder Clouet                       | Stein, bezeichnet 1767 und 1768                                                                          | in der Kirche St-Pierre-du-Prieuré (Lage) | PM08000674    | Classé         | 1911      |      |
| Drei Grabsteine                                       | Ensemble aus PM08000671, PM08000672 und PM08000673                                                       | in der Kirche St-Pierre-du-Prieuré (Lage) | PM08000379    | Classé         | 1911      |      |
| Grabstein eines Priors                                | Stein, bezeichnet 1698                                                                                   | in der Kirche St-Pierre-du-Prieuré (Lage) | PM08000671    | Classé         | 1911      |      |
| Grabstein für Théodore Chevillard                     | Stein, bezeichnet 1746                                                                                   | in der Kirche St-Pierre-du-Prieuré (Lage) | PM08000672    | Classé         | 1911      |      |
| Grabstein für Benoît Fonteine                         | Stein, bezeichnet 1733                                                                                   | in der Kirche St-Pierre-du-Prieuré (Lage) | PM08000673    | Classé         | 1911      |      |
| Hauptaltar und zwei Seitenaltäre                      | mit insgesamt sechs Gemälden; Marmor, Stein, Ölfarbe auf Leinwand, 17. Jahrhundert                       | in der Kirche St-Pierre-du-Prieuré (Lage) | PM08000382    | Classé         | 1913      |      |
| Skulptur Heiliger Wulflaik                            | Holz, farbig gefasst, 19. Jahrhundert                                                                    | in der Kirche St-Pierre-du-Prieuré (Lage) | PM08000963    | Inscrit        | 1976      |      |
| Konsoltisch                                           | Holz, vergoldet, 18. Jahrhundert                                                                         | in der Kirche St-Pierre-du-Prieuré (Lage) | PM08000377    | Classé         | 1911      |      |
| Grabstein für Dom Paul                                | Stein, bezeichnet 1480                                                                                   | in der Kirche St-Pierre-du-Prieuré (Lage) | PM08000378    | Classé         | 1911      |      |
| Zwei Gemälde: Heiliger Remigius und Zwei Benediktiner | Ölfarbe auf Leinwand, 18. Jahrhundert, von Jacques Wilbault                                              | in der Kirche St-Pierre-du-Prieuré (Lage) | PM08000381    | Classé         | 1911      |      |
| Adlerpult                                             | Holz, 17. oder 18. Jahrhundert                                                                           | in der Kirche St-Pierre-du-Prieuré (Lage) | PM08000383    | Classé         | 1965      |      |
| Skulptur Heiliger Hubertus                            | Holz, farbig gefasst und vergoldet, 19. Jahrhundert                                                      | in der Kirche St-Pierre-du-Prieuré (Lage) | PM08000961    | Inscrit        | 1976      |      |
| Skulptur Madonna mit Kind                             | Holz, farbig gefasst, versilbert und vergoldet, 19. Jahrhundert                                          | in der Kirche St-Pierre-du-Prieuré (Lage) | PM08000965    | Inscrit        | 1976      |      |
| Skulptur Heiliger Rochus                              | Holz, farbig gefasst, versilbert und vergoldet, 19. Jahrhundert                                          | in der Kirche St-Pierre-du-Prieuré (Lage) | PM08000960    | Inscrit        | 1976      |      |
| Chorbank                                              | Eichenholz, 19. Jahrhundert                                                                              | in der Kirche St-Pierre-du-Prieuré (Lage) | PM08000959    | Inscrit        | 1976      |      |
| Kruzifix                                              | Holz, farbig gefasst, 17. Jahrhundert                                                                    | in der Kirche St-Pierre-du-Prieuré (Lage) | PM08000964    | Inscrit        | 1976      |      |
| Skulptur Madonna von der Wundertätigen Medaille       | Holz, farbig gefasst und vergoldet, Mitte des 19. Jahrhunderts                                           | in der Kirche St-Pierre-du-Prieuré (Lage) | PM08000966    | Inscrit        | 1976      |      |
| Grabstein für Basile Michel                           | Stein, bezeichnet 1756                                                                                   | in der Kirche St-Pierre-du-Prieuré (Lage) | PM08000380    | Classé         | 1911      |      |
| Zwei Skulpturen von benediktinischen Heiligen         | Stein, 17. Jahrhundert                                                                                   | in der Kirche St-Pierre-du-Prieuré (Lage) | PM08000384    | Classé         | 1965      |      |
| Gemälde Taufe Christi                                 | Ölfarbe auf Leinwand, 18. Jahrhundert; nach Pierre Mignard                                               | in der Kirche St-Pierre-du-Prieuré (Lage) | PM08000386    | Classé         | 1977      |      |
| Gemälde Kreuzabnahme                                  | Ölfarbe auf Leinwand, 18. Jahrhundert; nach Nicolas Poussin                                              | in der Kirche St-Pierre-du-Prieuré (Lage) | PM08000387    | Classé         | 1977      |      |